# Ellen Rasmussen
Ellen Rasmussen, född den 12 februari 1996, är en svensk innebandysspelare som spelar för Malmö FBC och svenska damlandslaget.
Ellen Rasmussen har med det svenska landslaget tagit fyra VM-guld (2017, 2019, 2021 och 2023) samt ett silver i World Games år 2025. Hon blev 2020 utsedd till Årets forward i SSL.